# Inn-Gletscher
Der Inn-Gletscher, auch als Inntal-Gletscher bezeichnet, war der eiszeitliche Gletscher des Alpenflusses Inn. Aus dem schweizerischen Ober- und Unterengadin (Kanton Graubünden) kommend, durchfloss er in Österreich das Land Tirol (heutiges Inntal) und strich dann ins Bayerische Alpenvorland aus. Seine größte Mächtigkeit und Ausdehnung erreichte der Inngletscher wohl in der Mindel-Kaltzeit (etwa vor 450.000 bis 400.000 Jahren) und wieder in der Riß-Kaltzeit (350.000 bis 120.000 Jahre vor heute). Das Inngletscher-Gebiet ist eine Typusregion des Würm-Glazials, da sich hier das Ende der Eiszeiten besonders gut ermitteln lässt.

## Hauptstrom (Inntal-Gletscher)

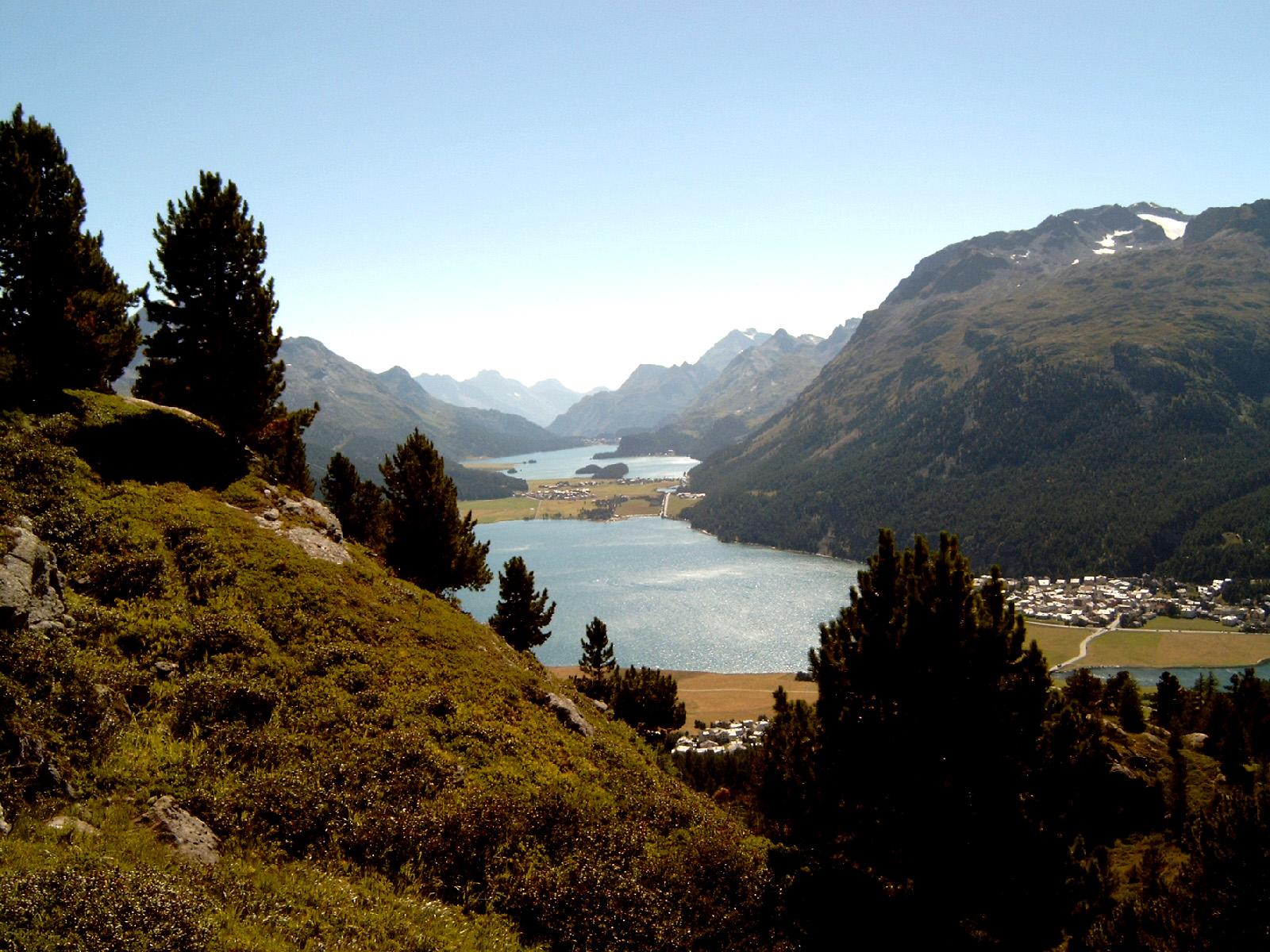
Die Oberengadiner Seenplatte: Silvaplanersee (vorne) und Silsersee (hinten), rechts der Ausläufer des Champfèrersees

Seine Ursprünge hatte der Eisstrom in den Vergletscherungen um Gotthardmassiv und Berner Alpen. Zu den Maximalständen war er vollständig in das hiesige Eisstromnetz eingebunden. Im hinteren Engadin wird er bis etwa 2700 m angestanden haben, und große Eismassen wurden nach Norden zum Rheingletscher abgedrängt. Die Seenkette von Sils–Silvaplana–St. Moritz (Oberengadiner Seenflucht) geht auf Toteismassen des letztendlichen Eiszerfalls zurück.
Im weiteren Verlauf traten Eisströme insbesondere aus der Berninagruppe hinzu.
Im Raum des Finstermünzpasses, am Ausgang des Unterengadin, wird eine Gletscheroberfläche auf 2500–2600 m angenommen.
Im Oberinntal traten mächtige Ströme aus Paznauntal, Pitztal und Ötztal hinzu, um Vent und Gurgl finden sich höchste Schliffspuren auf 2900 m, wobei wiederum Eismassen über das Klostertal ins Rheingebiet, wie auch nach Süden zum Etschgletscher verdrängt wurden.

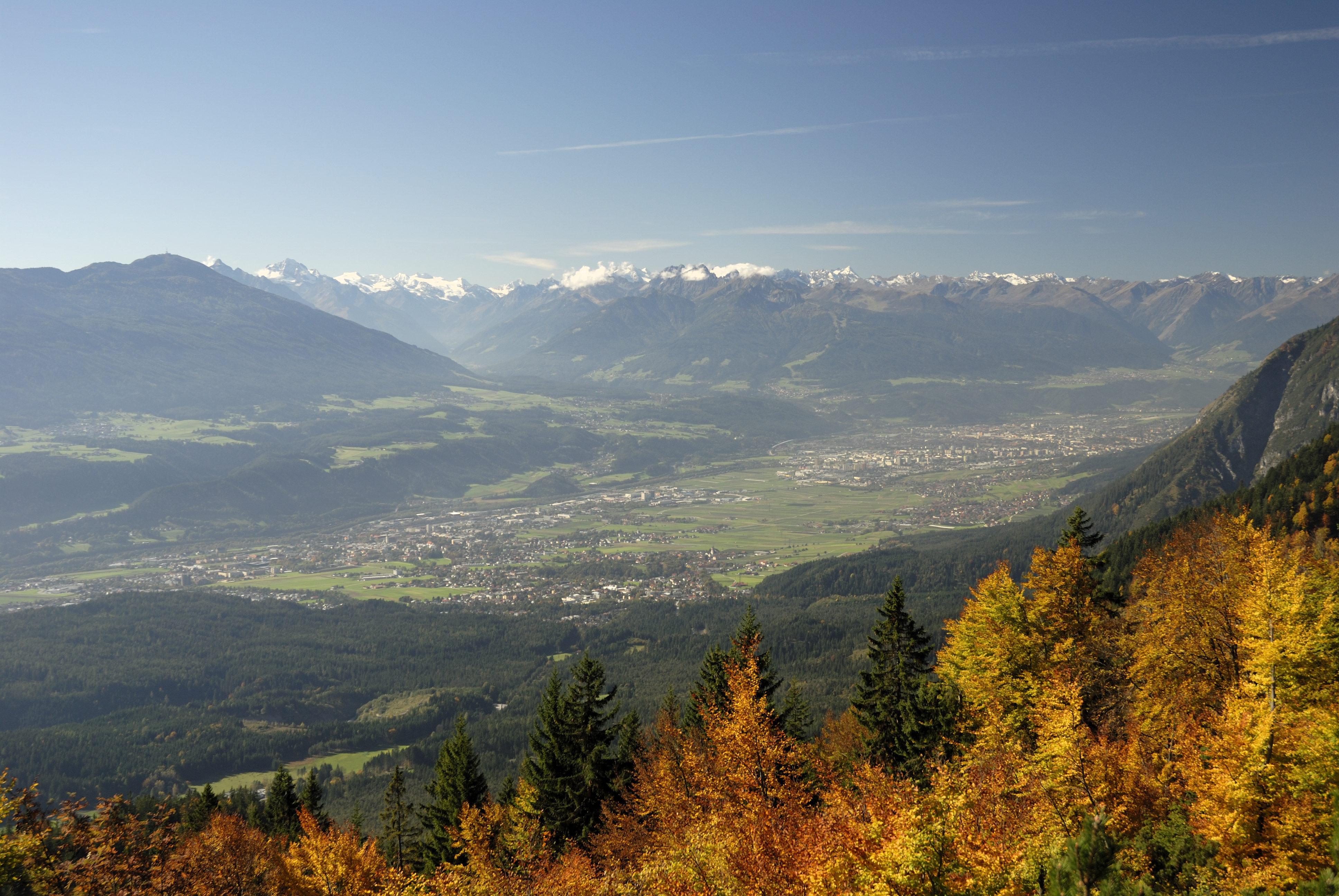
Gletscherprofil mit Inntalboden und Mittelgebirge um Innsbruck und Hall in Tirol (Standort auf 1500 m, also noch im Eiskörper der Hochstände)

Im mittleren Inntal stießen von Süden weitere Gletscher aus dem Sellraintal, Stubaital und Wipptal hinzu, wodurch ein Nebenstrom Richtung Seefeld verdrängt wurde. Um Innsbruck dürfte der Gletscherstand auf mindestens 2200 m gelegen haben, wie man an den knapp überströmten Scharten Erlsattel (ca. 1800 m) und Lafatscher Joch (2081 m) an der Nordkette abschätzt. Auch in diesem Raum wird das Eisstromnetz von den Zentral- in die Nordalpen durchgegangen sein. Diese Verfrachtung war auch im Letzten Glazialen Maximum (LGM, Würm-Hochglazial, vor 20.000 Jahren) aktiv.
Richtung Unterinntal nahm die Höhe gegen 2000 m ab, wobei der Gletscher aus dem Zillertal neuerlich einen Nebenstrom Richtung Achensee drängte. Diese beiden Gletscherströme trafen sich zu den Höchstständen schon um Schwaz: Der Loas-Sattel (1683 m) wurde überströmt und das Kellerjoch (2344 m) stand als Inselberg (Nunatak) im Gletscher. Noch bis unterhalb der Zillermündung dürfte ein riesiges Eisfeld bestanden haben (Stand bis 1900 m). Danach nahm die Mächtigkeit bis Kufstein vergleichsweise schnell ab.

Geologisches Profil in der Melachschlucht (Südwestliches Mittelgebirge) zwischen Oberperfuss und Grinzens, Richtung Nordwesten:
Grundgebirge
nach Hans Bobek/Geologische Bundesanstalt (1935)

Charakteristische Spur des Gletschers sind die Terrassenlandschaften von der Sonnenterrasse im Oberen Gericht bis vor Kufstein, die im Mittelinntal, dem eigentlichen Tiroler Mittelgebirge, 100–500 Meter über den Inntalgrund liegen. Sie sind teils massives Grundgebirge, teils Sedimentkörper, und dürften im Mindel-Riß-Interglazial (vor ca. 330.000 Jahren) wieder mit mächtigen Schottern überlagert worden sein, erst später wieder ausgearbeitet und neuerlich überdeckt.
Sie stellen also zeitweisen alten Trogtalgrund dar, mit einer entsprechenden maximalen Gletscher-Mächtigkeit von deutlich über 1000 Meter im Raum Innsbruck (Stadt auf 574 m.ü.A.).
Neuere Untersuchungen lassen jedoch vermuten, dass das Unterinntal in einigen Warmphasen der Würm-Kaltzeit (Früh-/Mittelwürm, um vor 100.000 Jahren) sogar eisfrei gewesen sein könnte.

## Vorlandeisfächer (Inn-Chiemsee-Gletscher)

Südostbayern und das Tiroler Unterland zur Eiszeit (Darstellung von 1873)

Auf deutschem Gebiet schob sich die Gletscherzunge weit in das bayerische Alpenvorland hinaus. Seine größte Ausdehnung erreichte der Inngletscher auch hier in der Mindel-Kaltzeit und etwa ebensoweit in der Riß-Kaltzeit (Altmoränen). Der überwiegende Teil der heute vom Inngletscher geprägten Landschaftsformen stammt jedoch aus der letzten Eiszeit, der Würm-Kaltzeit (Jungmoränen).
Zwischen Kiefersfelden und Brannenburg durchbrach der Inngletscher den Riegel der nördlichen Kalkalpen mit dem Mangfallgebirge im Westen und den Chiemgauer Alpen im Osten. Gletscherschliffe finden sich beispielsweise östlich der Ortschaft Fischbach (Fischbacher Gletscherschliff) mit Kritzungen, Kolken und Rundhöckern.
Im Verlauf der aufeinanderfolgenden Eiszeiten schürfte die Gletscherzunge ein riesiges Stammbecken in die weichen Gesteine der voralpinen Molasse, das Rosenheimer Becken. Nacheiszeitlich füllte sich das Rosenheimer Becken mit dem Wasser des Inn, das durch die Endmoränenwälle zurück gestaut wurde, der größte Stammbecken-See nördlich der Alpen entstand, der Rosenheimer See mit einer mittleren Wasserspiegelhöhe von ca. 500 m. Vor ca. 8000 Jahren durchbrachen die Wassermassen die Endmoränenwälle nördlich Wasserburg am Inn. Der Inn tiefte sich in Wasserburg weit in die Schichten der Oberen Süßwassermolasse ein, der See lief gänzlich aus.
Bereits während seiner geologisch kurzen nacheiszeitlichen Existenz wurde der Rosenheimer See durch das Geschiebe des Inn teilweise verfüllt. Der Abtragungshorizont des Schürfbeckens und die ihm auflagernden Grundmoränen liegen bis zu mehreren hundert Metern unter der heutigen Bodenoberfläche (größte Tiefe am Alpenrand, aufsteigend nach Norden). Deshalb bilden im Gebiet des Beckens Seeablagerungen, wie z. B. Seetone, und nicht Grundmoränen das Ausgangsmaterial der Bodenentwicklung. Ausgedehnte Moorgebiete zwischen Raubling, Bad Aibling und Bad Feilnbach, der Tonabbau und die ehemalige Ziegelproduktion in Kolbermoor und die verhältnismäßig flache Landschaft beruhen auf der Entstehung aus einem ehemaligen Seegrund.
Der Inngletscher hinterließ große Endmoränen, die auch heute noch zu sehen sind. Eine sehr bekannte Endmoräne ist der Irschenberg.
Die genaue Grenze zwischen eigentlichem Inngletscher und demjenigen östlich aus dem Tiroler Achental ist noch in Diskussion, weshalb man bei den Vorlandloben von einem Inn-Chiemsee-Gletscher spricht.

## Nebenströme und Zweiggletscher
Während die Voralpen bis auf die höheren Spitzen flächenhaft vergletschert waren, lassen sich mehrere Gletscherzungen identifizieren, die durch Haupttäler nach Norden vom Inntal abzweigten und durch weitere Alpentore andere Vorlandgletscher bildeten.
- Über den heutigen Fernpass[14] schob sich die westliche Zunge des Isar-Loisach-Gletschers, die über das Alpentor des heutigen Loisachtals bei Garmisch-Partenkirchen die Ammersee-Zunge bildete.
- Über den Seefelder Sattel rückte die östliche Zunge des Isar-Loisach-Gletschers vor, wie eine Eisoberfläche auf 2200 m zeigt.[3][2] Sie spaltete sich im Raum Walchensee auf und bildete über das Stammbecken des Kochelsees die Starnberger Zunge und die Wolfratshauser Zunge aus, und über die Jachenau das obere Isartal und die Tölzer Zunge.
- Westlich des Rofan-Gebirges schob sich der Tegernsee-Gletscher nach Norden vor, schürfte den Achensee aus – hier dürfte er bis zu 5 km Breite und 1000 m Mächtigkeit gehabt haben[2] – und schuf die Zungenbecken des Tegernsees und des Schliersees. Ihre Schmelzwasser wuschen die Täler der Mangfall und der Schlierach aus.

Zu Zeiten der Maximalvereisung lag die Eishöhe bei Kufstein bei ca. 1700 m. Am Ausgang des Inntales zweigte bei Ebbs, ein Teilstrom östlich ab.
- Der Prien-Gletscher wurde über die Transfluenz Wildbichlpass (Höhe ca. 730 m) bei Sachrang gespeist, floss durch das Priental und zwischen Heuraffelkopf und Kampenwand ins Vorland. Eingezwängt zwischen Inn-Gletscher und Chiemsee-Gletscher erreichten seine Eismassen den Endmoränenbogen zwischen Schnaitsee und Seeon.

## Die Abschmelzphasen im Vorland
Die Eisrandlagen der Abschmelzphasen des Würm-Glazial prägen das Vorland und lassen sich im Gelände gut erkennen. Carl Troll benannte die Endmoränen-Staffeln nach naheliegenden Orten. An einigen Stellen lassen sich weitere Untergliederungen in Alt- und Jung- erkennen.
- Kirchseeoner Stadium (ältest)
- Ebersberger Stadium
- Ölkofener Stadium
- Stephanskirchener Stadium (jüngst)